# حلال غوغلين
حلال غوغلين عبارة عن محرك بحث إسلامي صمم أساسا لمساعدة المسلمين على التصفح بعيدا عن المحرمات خصوصا خلال شهر رمضان. يقوم محرك البحث بتصفية النتائج المحرمة وذلك عن طريق محركا البحث بحث جوجل وبينغ.

## وصلات خارجية
- https://halalgoogling.com/